# هواية جمع البطاقات الهاتفية
هواية جمع البطاقات الهاتفية وهي هواية حديثة نسبيا أذ بدأت منذ صدور أول بطاقة هاتفية في إيطاليا عام 1976 وصدرت في تونس عام 1983 وفي مصر عام 1985 .
لم تكن هذه الهواية رائجة في بداية الأمر بسبب الخوف من التلاعب بالأسعار أو تلف البطاقة فضلاً عن أن الغالبية خصوصاً في الوطن العربي لم يكونوا بحاجة إلى البطاقة بسبب وجود الهواتف المخصصة للقطع المعدنية إلا أن بعض الدول ألغت الكبائن المخصصة للقطع المعدنية واستبدلت بها هواتف البطاقات لمنع السرقة والتخريب في الكبائن والتلاعب باستخدام قطع معدنية أو عملات مشابهة لعملة الدولة.

## تقييم البطاقات
البطاقات التي تحتوي على أخطاء والبطاقات التجريبية تعد الأعلى سعرا في العالم حيث تصدر بعدد معين ويصل سعر البطاقة الواحدة إلى نحو 1000 دولار أميركي.
يذكر أن البطاقات الإيطالية واليابانية من أندر البطاقات في العالم باعتبارهما أول دولتين تستخدمان هذه التقنية الجديدة في إجراء الاتصالات وفي عام 1986 بيعت بطاقة يابانية فارغة بمبلغ 500 ألف دولار في مزاد عالمي وكان هذا المبلغ أعلى قيمة تدفع في بطاقة هاتفية.
ويذكر أيضا أن أغرب البطاقات التي ظهرت هب بطاقة صدرت في الولايات المتحدة في أوائل الثمانينيات من القرن الماضي وصنعت من الذهب الخالص ورسمت عليها صورة الممثلة الأميركية الشهيرة مارلين مونرو وتم بيعها في مزاد بنحو 10 آلاف دولار.
تضم إيطاليا أكبر عدد من هواة جمع البطاقات الهاتفية في العالم ويقدر عددهم بنحو 400 ألف هاوي وتليها اليابان بنحو 200 ألف هاوي إلا أن هذه الأعداد تراجعت إلى أقل من الربع بعد عام 2005 نتيجة انتشار الهاتف المحمول في حين لا يتجاوز عدد الهواة في مصر 100 هاوي خلال تلك الفترة.

## تواريخ استخدام بعض الدول العربية للبطاقات الهاتفية
1. تونس 1983 .
2. مصر 1985 .
3. البحرين 1986 .
4. الإمارات 1988 .

- وتعد العراق و الصومال أحدث دولتين تستخدمان هذا النظام.

## تصميم البطاقات
تعتبر البطاقات الهاتفية مرآة تعكس الحضارة حيث تقوم كل دولة بالتفنن في تصميم البطاقات بحيث تبدو جذابة وتعكس تراثها وحضارتها وتاريخها من خلال بعض الصور أو المعلومات التي تتضمنها مثل البطاقات التراثية، وبطاقات المناظر الطبيعية، وبطاقات المناسبات، وبطاقات الطيور، وبطاقات رياضية واجتماعية. وتتميز البطاقات الصادرة في دول الخليج باحتوائها على بعض المعالم والصور التراثية مثل القلاع والحصون القديمة وصيد اللؤلؤ وسباق الخيول والهجن والمحميات الطبيعية، بالإضافة إلى المناظر الإسلامية مثل الكعبة المشرفة.

## الهواية في الوطن العربي
- الهواية تواجه مصاعب عديدة:

1. تراجع استخدام البطاقات الهاتفية بسبب منافسة الهاتف المحمول لها.[1]
2. عدم وجود أندية رسمية للهواة في الوطن العربي بشكل كاف.
3. يعتبر أغلب المهتمين بالهواية تجار وليسوا هواة.
4. عدم وجود نشرات عن كل البطاقات المعروضة أو التي يتم إصدارها.
5. التكلفة العالية لشراء البطاقة الجديدة أو البطاقات النادرة.
6. وجود هوايات أقوى و أكثر انتشارا وخاصة هواية جمع الطوابع وهواية جمع العملات.

## وصلات خارجية
```
https://chat.whatsapp.com/EExX6gEC70b6Ld6pzsf7pW
```

مجموعة ملتقى هواة البطاقات https://t.me/CardsPhone مجموعة تهتم بهواية جمع البطاقات] - t.me
- صور بعض البطاقات الهاتفية - me-test.piczo
- موقع العملات وبطاقات الهاتف الإماراتي - uaecoins
- مجموعة هواة جمع بطاقات الهاتف المصري - Yahoo